# Trivia spongicola
Trivia spongicola is een slakkensoort uit de familie van de Triviidae. De wetenschappelijke naam van de soort is voor het eerst geldig gepubliceerd in 1923 door Monterosato.